# Пугачёвский (Саратовская область)
Пугачёвский — посёлок в Пугачёвском районе Саратовской области России, в составе городского поселения Муниципальное образование город Пугачёв. Пригород города Пугачёв
Население — 849 (2021).

## География
Посёлок Пугачёвский расположен у северо-восточных окраин города Пугачёва, 75 км от города Балаково, в 249 км от Саратова, на берегу Большого Иргиза.

## История
Основан как посёлок центральной усадьбы совхоза «Пугачёвский», организованного в середине XX века. Пригородный совхоз предоставлял жителям и предприятиям города возможность выращивать овощи на совхозных полях под присмотром опытных специалистов. Часть урожая также шла на переработку на местный овощеконсервный завод. В 1969 году был открыт детский сад
В 2012 году на площади перед домом культуры был открыт памятник чешским и словацким легионерам, павшим в боях гражданской войны

## Население
Динамика численности населения по годам:
| Годы      | 2002 |
| --------- | ---- |
| Население | 1093 |

| 2002 | 2010 | 2014 | 2015 | 2016 | 2017 | 2018 | 2019 |
| ---- | ---- | ---- | ---- | ---- | ---- | ---- | ---- |
| 1093 | ↘854 | ↘788 | ↘777 | ↘764 | ↘762 | ↘750 | ↘748 |
| 2020 | 2021 |      |      |      |      |      |      |
| ↘746 | ↗849 |      |      |      |      |      |      |

Национальный состав
Согласно результатам переписи 2002 года русские составляли 84 % населения посёлка.